# Piràmide de Quèops
La piràmide de Quèops, també coneguda com la Gran Piràmide, o la piràmide de Khufu, és la més gran de les tres Piràmides de Guiza. Khufu és el nom egipci d'aquest faraó. Χέωψ (Khéops) n'és el nom grec. És la més antiga de les Set Meravelles del Món Antic, i l'única que roman en gran part intacta. Els egiptòlegs creuen que la piràmide va ser construïda com a tomba per al faraó Quèops, de la quarta dinastia egípcia. Heròdot va dir que van trigar vint anys a erigir-la, malgrat que ell va néixer dos mil anys després, i que es va acabar al voltant del 2560 aC. Va ser la construcció més alta del món durant més de 3.800 anys.
Originalment, la gran piràmide era coberta per lloses de pedra calcària que formaven una superfície exterior completament llisa; el que es veu avui dia és l'estructura del nucli subjacent. Algunes de les pedres de la coberta que un cop van revestir l'estructura encara es poden veure al voltant de la base. Hi ha hagut diferents teories científiques i alternatives sobre les tècniques de construcció de la Gran Piràmide. La hipòtesi més acceptada de construcció es basa en la idea que va ser construïda movent pedres enormes des d'una pedrera i arrossegant-les i aixecant-les al seu lloc.

Hi ha tres cambres conegudes dins de la Gran Piràmide. La cambra situada més avall està tallada a la base de roca sobre la qual va ser construïda la piràmide i no fou acabada. L'anomenada Cambra de la Reina i la Cambra del Rei són més amunt en el si de l'estructura piramidal. La Gran Piràmide de Guiza és l'única piràmide d'Egipte que se sàpiga que conté tant passadissos ascendents com descendents. La part principal del complex funerari de Quèops està formada per un conjunt d'edificis que incloïen dos temples funeraris en honor de Khufu (un prop de la piràmide i un a prop del Nil), tres piràmides més petites per a les esposes de Khufu, i una piràmide satèl·lit encara més petita, una calçada elevada que connecta els dos temples, i petites tombes en forma de mastabes que envolten la piràmide que pertanyien a la noblesa.
Tenia originalment una alçària de 146,58 m, però ara només en té 139. Ha perdut el recobriment calcari fet amb pedra originària de Tura; aquesta pedra calcària era de color blanc i això permetia veure la piràmide des de molt lluny. És possible que la punta (el «piramidó») era feta d'una barreja d'or i argent. La base feia 230,40 m de costat (avui ha perdut uns tres metres) i era quadrada.

## Història i descripció

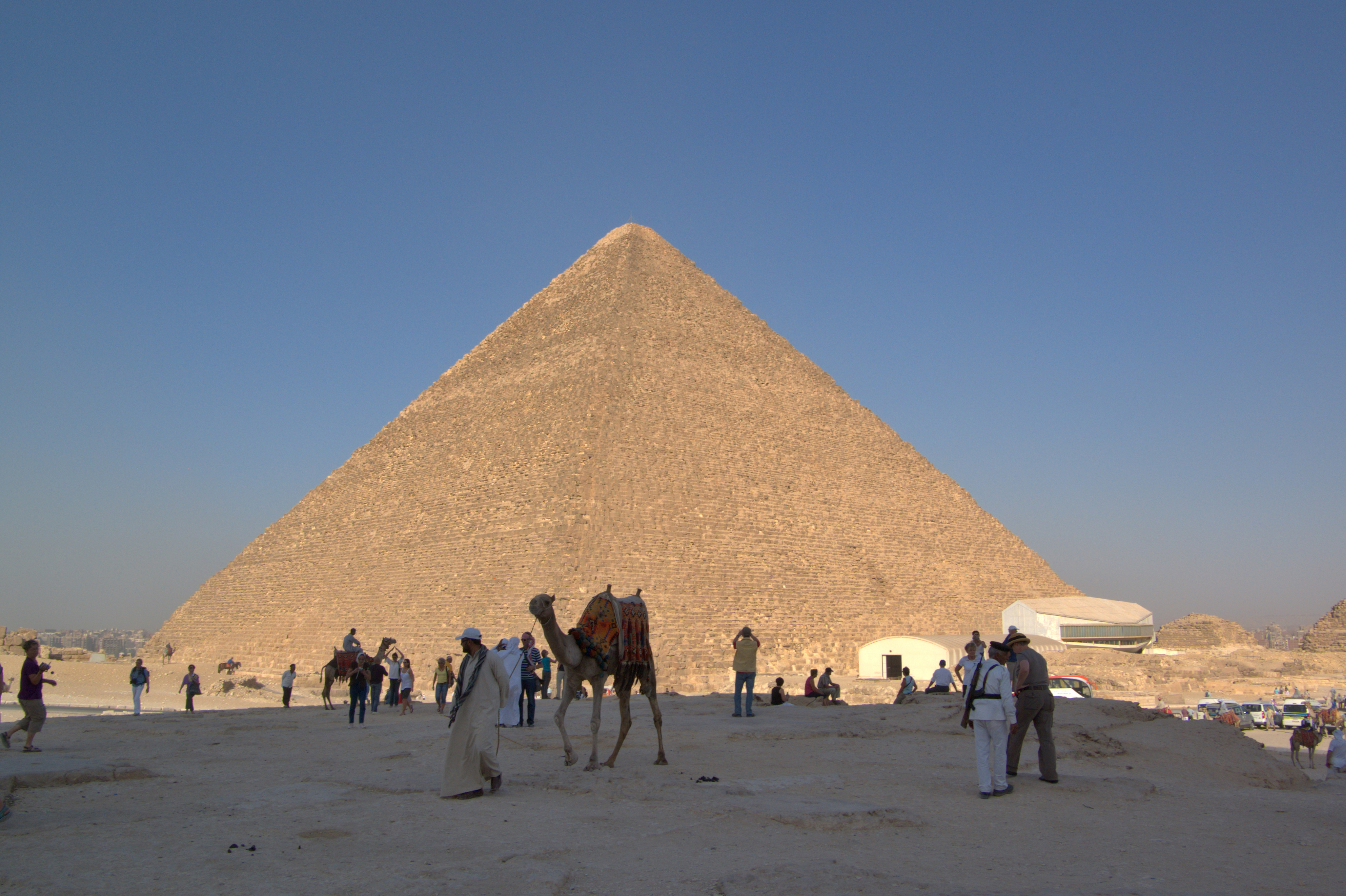
La piràmide

Plànol de la zona

Es creu que la piràmide va ser construïda com a tomba per al faraó Khufu de la quarta dinastia egípcia i va ser construïda en un període de vint anys. Alguns creuen que el djati de Khufu, Hemon o Hemiunu, en fou l'arquitecte. Originalement, hauria fet 280 colzes egipcis d'alt, (146,5 m) però amb l'erosió i l'absència del piramidó, ara fa només 138,8 m. Cada costat de la base mesurava 440 colzes (230,4 m) de llarg. La massa de la piràmide s'estima en 5,9 milions de tones. El volum, incloent-hi uns dalts interiors, és d'aproximadament d'uns 2,5 milions de metres cúbics. Prenent com a referència aquestes estimacions, la construcció en vint anys implicaria la instal·lació d'aproximadament 800 tones de pedra per dia. De la mateixa manera, ja que consisteix en una estimació de 2,3 milions de blocs, per completar la construcció en vint anys s'haurien de moure una mitjana de més de dotze dels blocs al seu lloc cada hora, dia i nit. L'egiptòleg Flinders Petrie de 1880 a 1882 en va fer les primeres mesures de precisió i les va publicar al llibre The Pyramids and Temples of Gizeh. Gairebé tots els raports es basen en seu treball. Moltes de les pedres de la coberta i dels blocs de la cambra interior de la Gran Piràmide s'encaixen amb una precisió extraordinària. Basant-se en les mesures realitzades a la carcassa de pedres nord-oriental, l'obertura mitjana de les juntes és només de 0,5 mil·límetres d'amplada.
Proporcions de la Gran Piràmide de Quèops:
Base quadrangular: 440 x 440            b=220   apotema de la base 
Altura h: 280
Pendent d'apotema a:  14/11             a  apotema:  a² = h² + b²
Aquest pendent dels blocs de revestiment: 14/11 correspon a l'angle teòric: 51,84277341 , i s'ajusta al valor mesurat per Flinders Petrie amb error d'un minut d'arc.
Veurem dues propietats especials d'aquest pendent 14/11, que la fan més especial encara que el pendent corresponent al Triangle sagrat (terna pitagòrica: 3, 4, 5) de la Piràmide de Khefren.
1. L'aproximació (error: 1 mil·lèsima) dels egipcis del valor π = 22/7 = 3,142857  correspon al quocient entre la superfície de la base i la del triangle definit per les apotemes de cares oposades:      
SB /ST = 4 b/h = 22/7
2. El triangle rectangle que manté la proporció consecutiva entre costats ha de ser un triangle àuric. Justament 14/11 és la proporció requerida: arrel de Φ, el nombre d'or (error: 1 mil·lèsima); que és la proporció entre l'altura h i b, i també entre l'apotema a i l'altura h. És a dir, la proporció entre l'apotema a i b és el nombre d'or, o divina proporció:
a = Φ b 

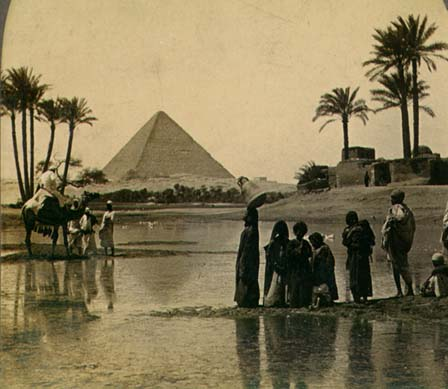
Gran Piràmide de Guiza en una foto feta amb un estereopticó.

La piràmide va romandre com a l'estructura més alta feta per l'home al món durant més de 3.800 anys sense que cap altra la depassés, fins que la torre de 160 metres d'altura de la Catedral de Lincoln es va completar pels volts del 1300. La precisió de la mà d'obra de la piràmide és tal que els quatre costats de la base tenen un error mitjà de només 58 mil·límetres de longitud. La base és horitzontal i plana amb una precisió de ± 15 mm. Els costats de la base quadrada estan estretament alineats amb els quatre punts cardinals (a menys de 4 minuts d'arc) sobre la base del nord geogràfic, no del nord magnètic, i la base acabada es van enfrontar a un error d'angle mitjà de només 12 segons d'arc. Les dimensions del disseny acabat, segons les investigacions de Petrie i estudis posteriors, s'estima que van ser originalment de 280 colzes d'alt per 440 colzes de llarg en cadascun dels quatre costats de la base.
La relació entre la longitud i l'alçada de 1760/280 colzes equival a 2 π amb una precisió superior a 0,05% (corresponent a l'aproximació coneguda de π com 22/7).
Alguns egiptòlegs consideren que és el resultat d'una proporció de disseny deliberada. Verner va escriure: "Podem concloure que, tot i que els antics egipcis no van poder definir amb precisió el valor de π, en la pràctica el van usar". Petrie, autor de Pyramids and Temples of Gizeh conclogué: "Però aquestes relacions de les àrees i de la relació circular són tan sistemàtiques que hem de concedir que estaven en el disseny del constructor". D'altres argumenten que els antics egipcis no coneixien el nombre pi i que no el podien haver inclòs en els seus càlculs constructius. Creuen que el pendent de la piràmide pot estar basat simplement en la tria del pendent seked, sense tenir en compte la mida total i les proporcions de la construcció acabada.

## Materials
La gran piràmide es compon d'un total estimat de 2,3 milions de blocs de pedra calcària, que la majoria creu que van ser transportats des de pedreres properes. La pedra calcària de Tura utilitzada per al recobriment es transportava a través del riu. Les pedres més grans de granit de la piràmide, que es troben a la Cambra del Rei, pesen de 25 a 80 tones, i van ser transportades des d'Assuan, a més de 800 quilòmetres de distància. Tradicionalment, els antics egipcis tallaven els blocs de pedra ficant a cop de martell falques de fusta a la pedra, que després es xopaven amb aigua. En absorbir l'aigua, les falques s'expandeixen i fan que la roca es trenqui. Un cop tallades, es duen en vaixell, ja sigui riu Nil amunt o riu avall, vers la piràmide. S'estima que es van utilitzar 5,5 milions de tones de pedra calcària, 8.000 tones de granit (importats d'Aswan), i 500.000 tones de morter en la construcció de la Gran Piràmide.

### Pedres de recobriment

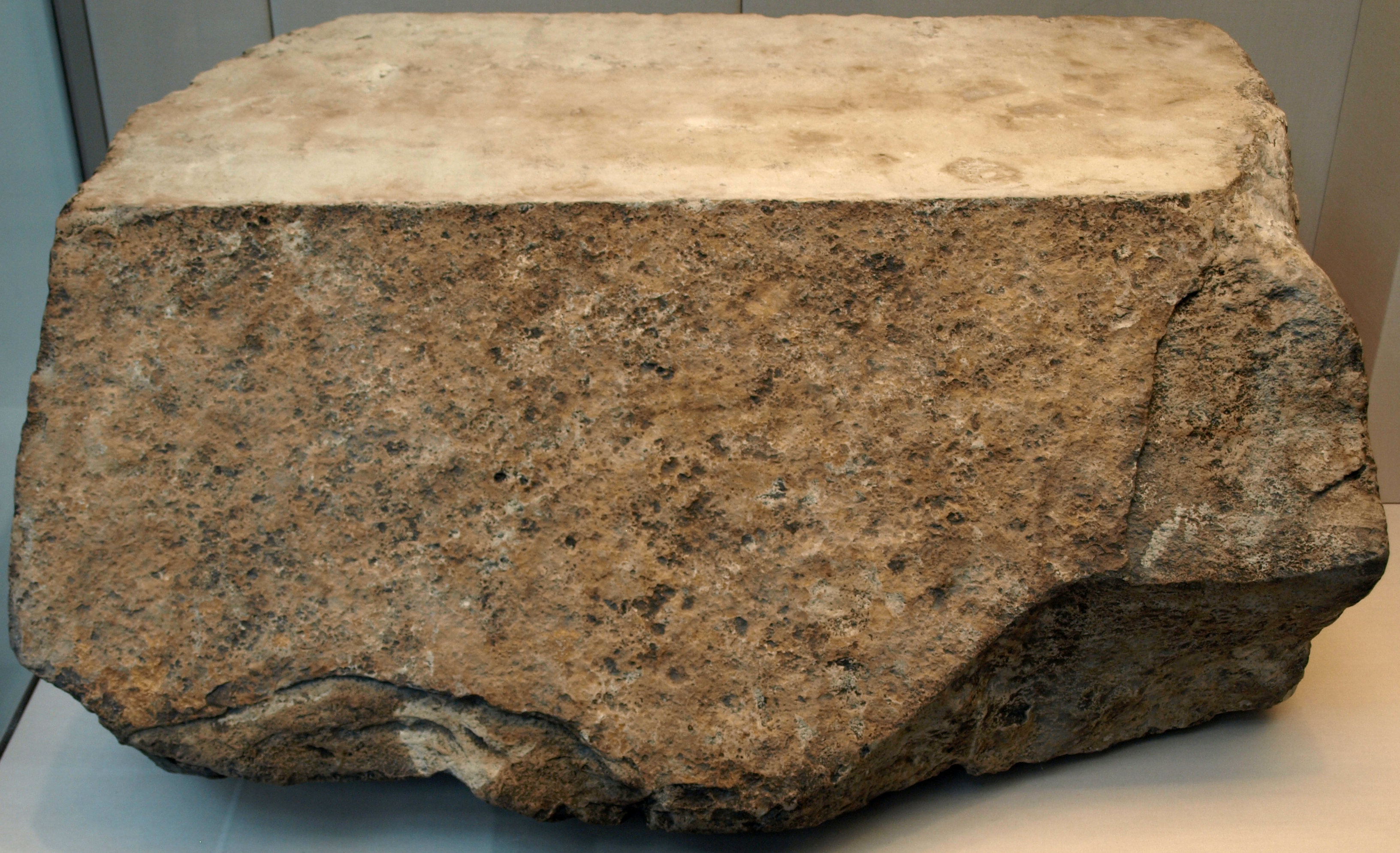
Pedra de recobriment

Quan ja estigué enllestida, la Gran Piràmide es va embolcallar amb pedres de revestiment blanques —obliqües de cara, però planes al capdamunt, blocs de pedra calcària blanca i altament polida. Aquestes es van tallar amb cura al que és aproximadament un pendent de la cara amb un seked de 5 ½ palmells de mà per donar-los les dimensions requerides. Visiblement, l'únic que queda és l'estructura del nucli esglaonat subjacent que es veu avui. L'any 1300, un fort terratrèmol va afluixar moltes de les pedres de la coberta exterior, que després van ser transportades lluny d'allà pel sultà mameluc bahrita An-Nàssir Hàssan el 1356 per a construir mesquites i fortaleses a prop del Caire. Les pedres encara poden ser vistes com a parts d'aquestes estructures. Més tard els exploradors van informar de massives piles de runa a la base de les piràmides que van quedar a conseqüència de la caiguda continua de les pedres de la coberta, i que posteriorment es van escampar en les excavacions continuades del lloc. No obstant això, algunes de les pedres de la coberta del curs més baix es poden veure actualment in situ al voltant de la base de la Gran Piràmide, i mostren la mateixa feina i precisió que ha estat comentada des de fa segles. Petrie també va trobar una orientació diferent del nucli i a la carcassa, amb un mesurament de 193 centímetres i un marge d'error de ± 25 centímetres. Suggerí que es va fer una redeterminació del nord després de la construcció de la part central, però es va cometre un error, i la coberta va ser construïda amb una orientació diferent. Petrie explicava la precisió de les pedres de la coberta com «equivalent al treball dels òptics d'avui dia, però a una escala d'acres» i deia que «col·locar les pedres encaixant-les amb precisió havia de ser un treball delicat, però fer-ho afegint ciment a les juntes sembla gairebé impossible». S'ha suggerit que fou el morter (el «ciment» de Petrie) el que va fer possible aquesta tasca aparentment impossible, en proporcionar una base anivellada que va permetre als constructors fixar les pedres amb precisió.
Quant a la hipòtesi sobre la base octogonal de la Gran Piràmide, Flinders Petrie deixa clara la distinta orientació del recobriment i el nucli i, per tant, fa trontollar aquesta hipòtesi d'una piràmide de base octogonal; perquè l'octogonalitat correspon a l'estructura interna.

### Teories de construcció

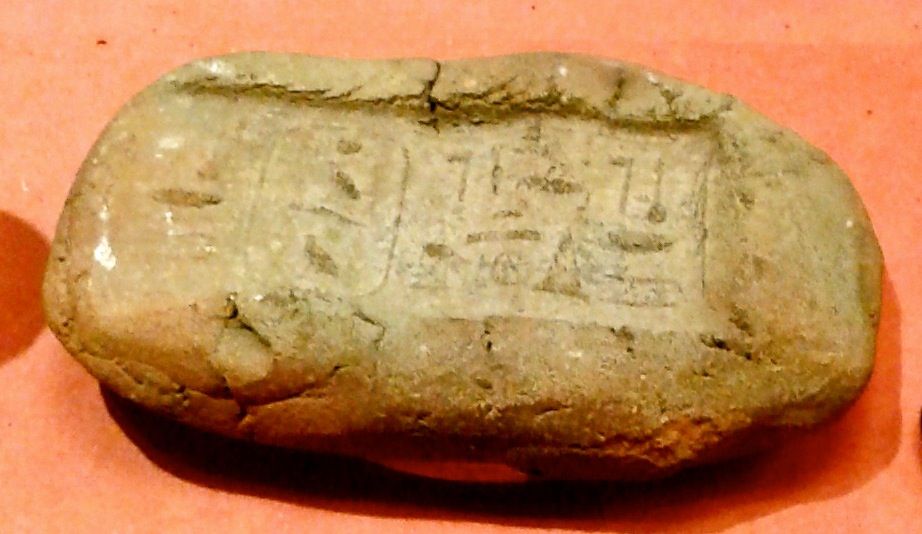
Segell d'argila amb el nom de Keops, de la Gran Piràmide. Exposat al Museu del Louvre.

S'han proposat moltes alternatives, sovint contradictòries, sobre les tècniques de construcció de la piràmide. Molts no estan d'acord sobre si els blocs van ser arrossegats, aixecats, o fins i tot se'ls va fer rodar fins al seu lloc. Els grecs creien que es va utilitzar mà d'obra esclava, però els moderns descobriments realitzats en els campaments dels treballadors dels voltants, relacionats amb la construcció, a Guiza, suggereixen que, per contra, va ser construïda per desenes de milers de treballadors qualificats. Verner postula que el treball s'organitzava en una jerarquia, que consisteix en dues bandes de 100.000 homes, dividides en cinc zaa o phyle de 20.000 homes cadascuna, les quals podrien haver estat subdividides d'acord amb les habilitats dels treballadors.
Un misteri de la construcció de la piràmide és la manera com en van fer els plans. John Romer suggereix que van utilitzar el mateix mètode que s'ha utilitzat per a les construccions anteriors i posteriors, és a dir traçar les parts del pla a terra en una escala d'1 a 1. Escriu que «tal mena de diagrama de treball també serviria per generar l'estructura de la piràmide amb una precisió inigualable per qualsevol altre mitjà». També advoca per un lapse de temps de catorze anys per construir-la.
Un estudi de la gestió de la construcció moderna, en associació amb Mark Lehner i altres egiptòlegs, estima que el total del projecte requereix una plantilla mitjana de 14.567 persones i una plantilla màxima de 40.000. Sense l'ús de politges, rodes o eines de ferro, s'utilitza el mètode de la ruta crítica per a indicar que la gran piràmide va ser acabada de principi a fi en aproximadament deu anys.

## Interior

Esquema de les estructures interiors de la Gran Piràmide. La línia interior indica el perfil actual de la piràmide, la línia exterior indica el perfil original.

### El sistema de cambres
El sistema de cambres de la piràmide encara és una incògnita avui dia. Els primers egiptòlegs, entre els quals destaca Ludwig Borchardt, creien que l'estrany disseny era degut a les progressives modificacions en tres fases diferents de la construcció: primer es va crear la cambra subterrània o cambra inferior com a cambra funerària, després es va crear l'anomenada «cambra de la reina» i, posteriorment, la gran galeria i la cambra del rei. Actualment, es considera que l'estructura de cambres estava plantejada ja des d'un bon principi.

### L'entrada
L'entrada original de la Gran Piràmide és a disset metres per sobre del nivell del sòl i a 7,29 metres a l'est de la línia central de la piràmide. A partir d'aquesta entrada original hi ha un passadís descendent d'aproximadament un metre d'alt i d'ample que va cap avall en un angle de 26° 31′ 23″ a través de la maçoneria de la piràmide i després al llit de roca de sota. Després de 105 metres, el pas es converteix en nivell i continua durant uns addicionals 8,84 metres a la cambra inferior, que sembla inacabada. Hi ha una continuació del pas horitzontal en la paret del sud de la cambra baixa; també hi ha un forat cavat al terra de la cambra. Alguns egiptòlegs suggereixen que aquesta cambra baixa era la cambra funerària original, però el faraó Khufu més tard va canviar d'idea i volia que fos més amunt dins de la piràmide.
A 28,2 metres de l'entrada hi ha un forat quadrat al sostre del passadís descendent. Originalment ocult amb una llosa de pedra, aquest és el començament del passadís ascendent. El passadís ascendent fa 39,3 metres de llarg, d'ample i alt és com el passadís descendent i amb pendents de fins a gairebé exactament el mateix angle. L'extrem inferior del passadís ascendent està tancat per tres enormes blocs de granit, cadascuna d'aproximadament 1,5 metres de llarg. Al començament de la Gran Galeria de la part dreta hi ha un forat tallat a la paret (i ara bloquejat per tela metàl·lica). Aquest és el començament d'un eix vertical que segueix una trajectòria irregular a través de la maçoneria de la piràmide per unir-se al passadís descendent. També en l'inici de la Gran Galeria hi ha un passadís horitzontal que condueix a la «Cambra de la Reina». El passadís fa 1,1 m d'alt en la major part del seu traçat, però a prop de la cambra hi ha un esglaó a terra, després del qual el passadís fa 1,73 metres d'alt.

### La Cambra de la Reina
La Cambra de la Reina és exactament a mig camí entre la cara sud i la cara nord de la piràmide i mesura 5,75 metres de nord a sud, 5,23 metres d'est a oest i té un sostre amb un àpex de 6,23 metres d'alçada respecte al nivell del sòl. A l'extrem oriental de la cambra hi ha un nínxol de 4,67 metres d'alt. La profunditat original del nínxol va ser d'1,04 metres.
En els murs nord i sud de Cambra de la Reina hi ha eixos, que a diferència dels de la Cambra del Rei que immediatament ascendeixen en pendent, són horitzontals i fan uns 2 m. abans d'inclinar-se cap amunt. La distància fou reduïda el 1872 per un enginyer britànic, Waynman Dixon, el qual creia que aquests eixos havien d'existir, de manera anàloga a la Cambra del Rei. Això es va demostrar que era cert, però atès que els eixos no estan connectats a les cares exteriors de la piràmide o a la Cambra de la Reina, el seu propòsit és desconegut. Al final d'un dels seus eixos, Dixon va descobrir una bola de diorita negra i un implement de bronze de propòsit desconegut. Tots dos objectes es troben actualment al Museu Britànic.
Els eixos de la Cambra de la Reina van ser explorats el 1992 per l'enginyer alemany Rudolf Gantenbrink utilitzant un robot rastrejador del seu propi disseny que va anomenar "Upuaut 2". Després d'un ascens de 65 m, va descobrir que un dels eixos estava bloquejat per "portes", amb dues "manetes" de coure erosionat. Alguns anys més tard, la National Geographic Society va crear un robot similar que perforà un petit forat a la porta del sud, només per trobar una altra porta més gran darrere d'ell. El passadís del nord, on era difícil "navegar" a causa de girs i voltes, també es va trobar bloquejat per una porta. Aquesta investigació va ser continuada el 2011 per l'equip del Projecte Djedi.
El 2011 l'equip del Projecte Djedi va utilitzar un fibroscopi (que pot veure al voltant de les cantonades) per penetrar en la primera porta de l'eix nord, i veure tots els costats de la petita cambra de darrere d'ell. (La National Geographic Society feia servir una càmera que només era capaç de mirar cap endavant.) Van descobrir jeroglífics escrits amb pintura vermella. També van ser capaços d'escorcollar l'interior de les dues "manetes" de coure encastades a la porta, i ara creuen que són de caràcter ornamental. També van trobar que el revers de la "porta" s'havia acabat i polit, el que suggereix que no va ser posat allà per bloquejar l'eix de les runes, sinó per una raó més específica.

### La Gran Galeria

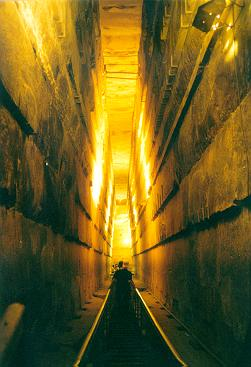
La Gran Galeria de la Gran Piràmide de Guiza

La Gran Galeria segueix el pendent del Passadís Ascendent, però fa 8,6 metres d'alt i 46,68 metres de llarg. A la base mesura 2,06 metres d'ample, però després de 2,29 metres els blocs de pedra a les parets estan en voladís cap a l'interior amb 7,6 centímetres a cada costat. Hi ha set d'aquests esglaons, pel que en la part superior de la Gran Galeria hi ha només 1,04 metres d'ample. És coberta per lloses de pedra col·locada en un angle lleugerament més pronunciat que el terra de la galeria, de manera que cada pedra encaixa en una ranura tallada a la part superior de la galeria com les dents d'un trinquet.
A l'extrem superior de la galeria a la part dreta hi ha un forat prop del sostre que s'obre a un petit túnel pel qual es pot accedir a la menor de les Cambres de Descàrrega. Les altres cambres de descàrrega van ser descoberts en 1837/8 pel Richard William Howard Vyse i John Shae Perring, qui va cavar túnels cap amunt utilitzant pólvora.
El terra de la Gran Galeria consta d'una plataforma o esglaó a cada costat, de 51 centímetres d'ample, que deixa una rampa inferior d'1,04 metres d'ample entre ells. A les plataformes hi ha 54 ranures, 27 a cada costat acompanyades de ranures verticals i horitzontals a les parets de la galeria. Aquestes conformen una forma de creu que s'eleva de la ranura a la plataforma. No es coneix el propòsit d'aquests espais, però el canal central al terra de la galeria.
A la part alta de la Gran Galeria hi ha un esglaó que dona a un passadís horitzontal d'aproximadament 1,02 metres de llarg, en el qual es poden detectar 4 ranures, tres de les quals probablement van ser destinades a sostenir rastells de granit. Els fragments de granit trobats per Petrie al Passadís Descendent podrien procedir d'aquestes portes ja desaparegudes.

### La Cambra del Rei
La Cambra del Rei fa 10,47 metres d'est a oest i 5.234 metres de nord a sud. Compta amb un sostre pla de 5,974 metres sobre el sòl. A 0,91 metres per damunt de terra hi ha dos eixos estrets en els murs nord i sud (un d'ells ara està ocupat per un extractor de fums a fi i efecte de fer circular l'aire a dins de la piràmide). El propòsit d'aquests eixos no és clar: semblen estar alineats cap a estrelles o àrees del cel del nord i del sud, però, per altra banda, un d'ells segueix un curs en forma de colze a través de la maçoneria, per la qual cosa no hi havia intenció de tenir una vista directa a les estrelles a través d'ells. Els egiptòlegs sempre van creure que es tractava d'una mena de "pous d'aire" per a la ventilació, però aquesta idea ha estat àmpliament abandonada en favor dels eixos que tenen una finalitat ritual associada amb l'ascensió de l'esperit del rei al cel.
La Cambra del Rei està totalment recoberta amb granit. Per sobre del terrat, que està format per nou lloses de pedra que pesen en total unes 400 tones, hi ha cinc compartiments anomenats cambres de descàrrega. Els quatre primers, igual que la Cambra del Rei, tenen sostres plans formats pel pis de la cambra anterior, però l'última cambra té un sostre punxegut. Vyse sospità de la presència de cambres superiors quan es va assabentar que podia empènyer una llarga canya a través d'una esquerda al sostre de la primera cambra. De la més baixa a la superior, les cambres són conegudes com a "Cambra de Davison", "Cambra de Wellington", "Cambra de Nelson","Cambra de Lady Arbuthnot", i "Cambra de Campbell". Es creu que els compartiments tenen per objecte salvaguardar la Cambra del Rei de la possibilitat que el sostre es col·lapsés sota el pes de la pedra que hi ha al damunt de la Cambra. Com que les cambres no estaven destinats a ser vistes, no s'havien acabat de cap manera i algunes de les pedres encara conserven les marques del paleta pintades en elles. Una de les pedres a la Cambra de Campbell porta una marca, pel que sembla el nom d'un grup de treball, que incorpora l'única referència al faraó Quèops a dins de la piràmide.

### Entrada moderna
Avui en dia els turistes entren a la Gran Piràmide pel túnel dels lladres, fet pel califa Al-Mamun al voltant de l'any 820. El túnel fa un tall recte a través de la maçoneria de la piràmide d'aproximadament 27 metres, i després tomba bruscament a l'esquerra, per trobar les pedres de bloqueig, al passadís ascendent. Incapaços de treure aquestes pedres, els obrers van fer un túnel al costat d'elles a través de la suau pedra calcària de la piràmide fins a arribar al passadís ascendent. És possible entrar al passadís descendent a partir d'aquest punt, però l'accés està generalment prohibit.

## Complex de la Piràmide

Mapa del complex de la piràmide de Guiza

La Gran Piràmide està envoltada per un complex de diversos edificis, que inclouen les petites piràmides. El temple de la piràmide, que estava situat al costat est de la piràmide i mesurava 52,2 metres de nord a sud i 40 metres d'est a oest, ha desaparegut gairebé per complet, a part del paviment de basalt negre. Hi ha només unes poques restes de la calçada que unia la piràmide amb la vall i el Temple de la Vall. El Temple de la Vall està enterrat a sota del llogaret de Nazlet el-Samman; s'ha trobat paviment de basalt i parets de pedra calcària, però el lloc no ha estat excavat. Els blocs de basalt mostren "proves clares" d'haver estat tallats amb algun tipus de serra amb un full de tall estimat de 15 peus de longitud capaç de tallar a una velocitat d'11/2 polzades (38 mm) per minut. John Romer suggereix que aquesta "super serra" podia haver tingut les dents de coure i pesar fins a 300 lliures. La seva teoria és que una serra d'aquesta mena podria haver estat unida a un cavallet de fusta i utilitzada juntament amb, possiblement, oli vegetal, sorra de tall, o esmeril o quars picat per tallar els blocs i hauria requerit almenys una dotzena d'homes per operar.
Al costat sud es troben les piràmides subsidiàries, popularment conegudes com a piràmides de les reines. Tres romanen dempeus gairebé amb tota la seva alçada, però la quarta estava tan ruïnosa que no se sospità de la seva existència fins al recent descobriment de la primera filera de pedres i les restes de la pedra angular. Oculta sota el paviment al voltant de la piràmide es trobava la tomba de la reina Hetepheres I, germana i esposa de Snefru i mare de Khufu. Descoberta per casualitat per l'expedició Reisner, l'enterrament estava intacte, tot i que el taüt, acuradament segellat, va resultar que estava buit.

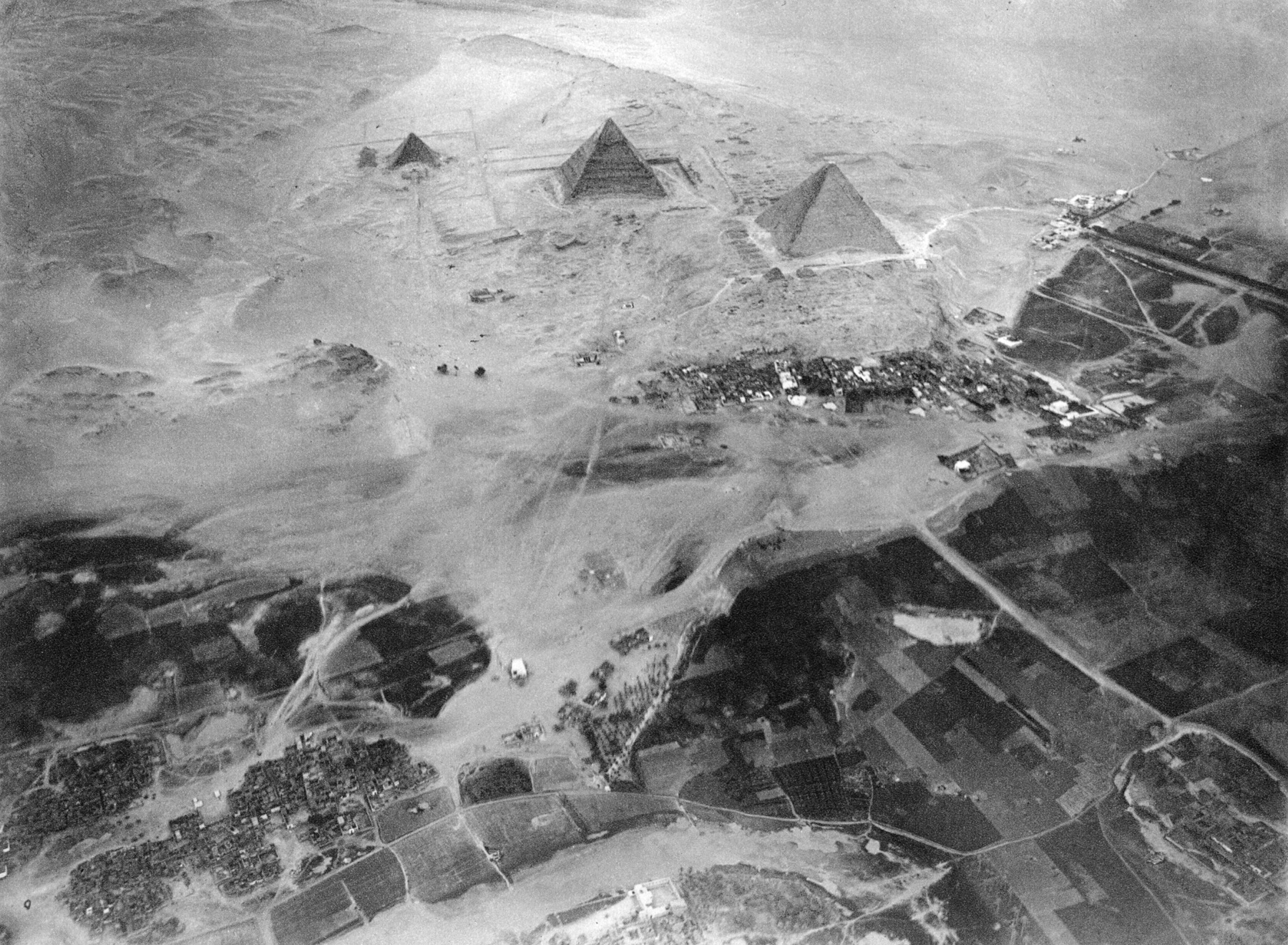
Fotografia aèria, presa des del globus d'Eduard Spelterini el 21 de novembre de 1904

El complex de piràmides de Guiza, que inclou, entre altres estructures, les piràmides de Quèops, Khefren i Micerí, està envoltat per un mur ciclopi de pedra, el Mur del Corb; fora d'aquest, Marc Lehner ha descobert la ciutat dels treballadors, també coneguda com "La Ciutat Perduda"; prenent com a referència els estils de ceràmica, les impressions de segells i l'estratigrafia, es pot datar que va ser construïda i ocupada en algun moment durant els regnats de Khefren (2520-2494 aC) i Micerí (2490-2472 aC) A principis de la dècada del 1970, l'arqueòleg australià Karl Kromer excavà un monticle en el Camp del Sud de l'altiplà. Aquest monticle contenia artefactes com segells de tova de Khufu, que ell identifica amb assentaments d'artesans. Les construccions de tova just al sud de la Vall del Temple de Quèops contenien segells de fang de Khufu i s'ha suggerit que era un assentament que servia per al culte a Khufu després de la seva mort. Un cementiri de treballadors utilitzat almenys entre el regnat de Khufu i el final de la Cinquena Dinastia va ser descobert al sud de la Muralla del Corb per Zahi Hawass el 1990.

## Barques
Hi ha tres fosses en forma de vaixell al voltant de la piràmide, d'una mida i forma que sembla haver contingut vaixells complets, però més superficials que tota la superestructura; si mai n'hi va haver una, ha d'haver estat eliminada o desmuntada. El maig de 1954, l'arqueòleg egipci Kamal el-Mallakh va descobrir una quarta fossa, un rectangle llarg i estret, encara cobert amb lloses de pedra de fins a 15 tones. En el seu interior hi havia 1.224 peces de fusta, la més llarga de 23 metres de llarg, la més curta de 10 centímetres. Aquestes van ser confiades a un constructor de vaixells natiu, Haj Ahmed Iússuf, que va treballar lentament i metòdicament fins a encaixar les peces. Tot el procés, inclosa la conservació i el redreçament de la fusta corbada, es perllongà durant catorze anys.
El resultat és un vaixell de fusta de cedre 43,6 metres de llarg, amb bigues unides per cordes, que actualment es troba en un museu especial, climatitzat, al costat de la piràmide. Durant la construcció d'aquest museu, que està per sobre de la fossa del vaixell, es va descobrir una segona fossa de vaixell segellada. Es va deixar deliberadament sense obrir fins a l'any 2011 quan es va iniciar l'excavació en la barca.

## Saqueig

Comparació de la gran piràmide amb altres construccions similars

Per bé que les piràmides posteriors van ser menors, la construcció de piràmides va continuar fins al final de l'Imperi Mitjà. No obstant això, tal com afirmen els estudiosos Briar i Hobbs, "totes les piràmides van ser saquejades" per l'Imperi Nou, quan va començar la construcció de les tombes reials a una vall del desert, ara coneguda com la Vall dels Reis. Joyce Tyldesley afirma que: "se sap que la mateixa Gran Piràmide fou oberta i buidada pel Regne Mitjà", abans que el califa Al-Mamun entrés a la piràmide cap a l'any 820.
I.E.S. Edwards discuteix la menció d'Estrabó que la piràmide "una mica més amunt a un costat té una pedra que es pot retirar, i un cop alçada hi ha un passadís inclinat cap als fonaments." Edwards va suggerir que els lladres van entrar a la piràmide després del final de l'Imperi Antic i que aquesta fou segellada i reoberta diverses vegades fins que es va afegir la porta d'Estrabó. I afegeix: "Si aquesta conjectura altament especulativa és correcta, també cal suposar que o bé l'existència de la porta s'havia oblidat o bé l'entrada fou bloquejada de nou amb pedres tallades" per tal d'explicar per què al-Ma'mun no va poder trobar l'entrada.
També parla d'una història explicada per Heròdot. Heròdot va visitar Egipte al segle cinquè abans de Crist i relata una història que es va explicar sobre tombes subterrànies sota la piràmide construïdes sobre una illa on jeia el cos de Quèops. Edwards assenyala que la piràmide "gairebé amb tota seguretat havia estat oberta i el seu contingut havia estat saquejat molt abans de l'època d'Heròdot", i que es podria haver tancat de nou durant la XXVI dinastia d'Egipte quan es van restaurar altres monuments. Ell suggereix que la història que explica Heròdot podria haver estat el resultat dels guies de la Piràmide, que fa gairebé dos segles que expliquen històries de la piràmide.

## La Gran Piràmide a les representacions culturals modernes
La fama del conjunt, Khufu i la piràmide van inspirar moltes obres modernes, igual que els reis i les reines, com Akhenaton, Nefertiti i Tutankamon. La figura històrica de Quèops apareix en pel·lícules, novel·les i documentals. Ja el 1827, l'autora de ciència-ficció Jane C. Loudon va escriure la novel·la The Mummy! A Tale of the 22nd Century. La història descriu els ciutadans del segle xxii, una civilització tècnicament avançada d'una banda, però totalment immoral de l'altra. Només la mòmia de Keops pot salvar-los. El 1939, Naguib Mahfuz va escriure la novel·la La Maledicció de Ra, que es recolza en les històries del Papir Westcar; El 1997 l'autor francès Guy Brachet va compondre la sèrie de cinc volums Le roman des Pyramides. Els dos primers volums (Le temple soleil i Rêve de pierre) tenen Khufu i la seva tomba com un tema. El 2004, Page Bryant va escriure la història de ciència-ficció The Second Coming of the Star Gods, que tracta el suposat origen celestial de Keops. La novel·la The Legend of The Vampire Khufu, escrita per Raymond Mayotte el 2010, descriu el rei Khufu que desperta a la piràmide com a vampir.
Conegudes films, que tracten de Khufu o almenys tenen la Gran Piràmide com tema són Terra de faraons de Howard Hawks (1955), un relat de ficció sobre la construcció de la piràmide, i Stargate de Roland Emmerich (1994), en què un dispositiu extraterrestre es troba prop de les piràmides.
Keops i la seva piràmide són, a més, objecte de teories pseudocientífiques que pretenen que la piràmide va ser construïda amb l'ajut dels extraterrestres i que Khufu simplement s'apoderà i reutilitzà el monument. Fan cas omís de totes les proves arqueològiques o fins i tot les falsifiquen.
Khufu i la seva piràmide fins van inspirar diversos videojocs, com ara Tomb Raider - The last revelation, en el qual el jugador ha d'entrar en la piràmide de Quèops i fer front al déu Seth com a cap final. Un altre exemple és DuckTales 2 per a Game Boy. En aquest joc el jugador ha de guiar l'Oncle Garrepa a través d'una piràmide de Quèops carregada de trampes.